# One Atlantic Center
One Atlantic Center známý také jako IBM Tower je mrakodrap v centru Atlanty. Má 50 pater a výšku 250 m. Po jeho dokončení v roce 1987 se stal nejvyšší budovou ve městě až do roku 1992 kdy byl postaven Bank of America Plaza. Dnes je až na 3. místě.